# مانع تجمد

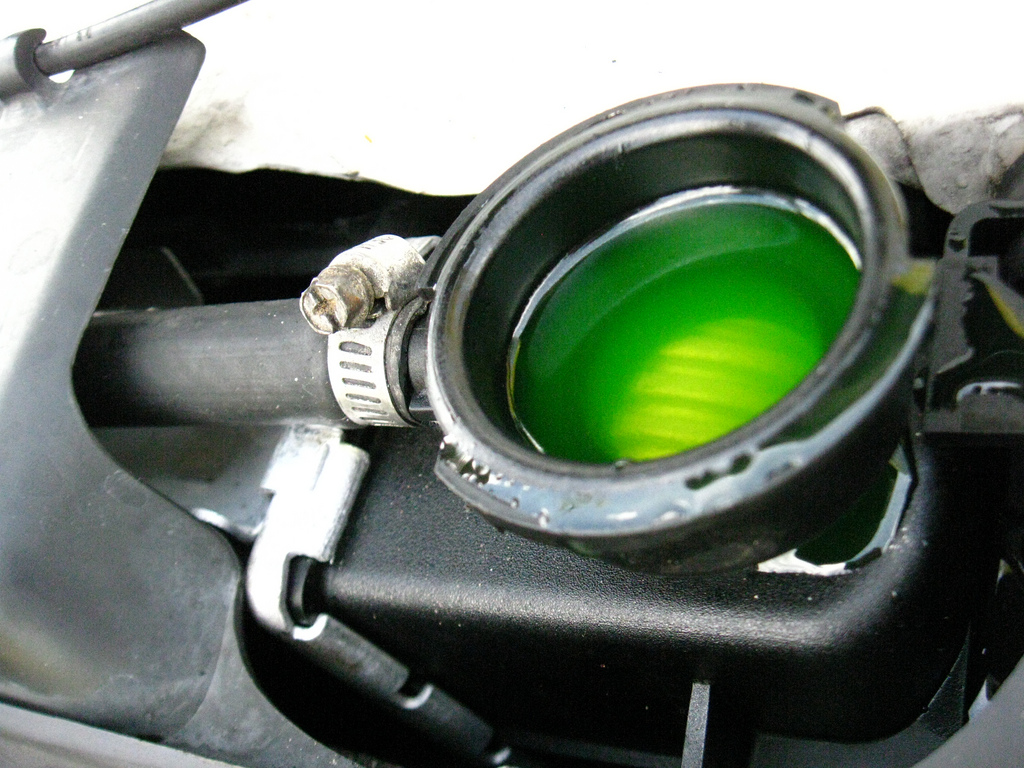
مانع تجمد في مشعاع السيارة.

مانع التجمد أو مضاد التجمد مادة (عادة سائلة) تمنع تجمد سائل (عادة الماء). وأشهرها غليكول الإيثيلين الذي يضاف إلى الماء لصناعة «سائل الزجاج» الذي يوضع في مشعاع السيارات، والذي يوضع في الوعاء الذي يسحب منه ليرش على زجاج السيارات الأمامي، وهو ضروري في الأماكن التي تنخفض درجات حرارتها تحت الصفر. ويخفض مانع التجمد درجة الانصهار (درجة الحرارة الفاصلة بين الحالتين السائلة والصلبة).

## مبدأ العمل وتاريخ مانع التجمد
كان الماء المبردَ الأصلي المستخدم في محركات الاحتراق الداخلي. فهو رخيص، وغير سام، وذو سعة حرارية مرتفعة. ولكن مجاله السائل يبلغ 100 درجة مئوية فقط، وهو يتمدد عند التجمد. تعالج هذه المشاكل عن طريق تطوير مبردات بديلة لها خصائص محسنة. يُعد التجمد والغليان خصائص تجميعية لمحلول ما، وهي تعتمد على تركيز المواد المنحلة. لذلك تخفض الأملاح درجات انصهار المحاليل المائية. تستخدم الأملاح بكثرة لإزالة الجليد، ولكن محاليل الأملاح لا تستخدم في أنظمة التبريد لأنها تتسبب في تآكل (حت) المعادن. تميل المركبات العضوية ذات الوزن الجزيئي المنخفض لامتلاك درجات انصهار أخفض من الماء، ما يجعلها مرغوبة كوسائط منع تجمد. تكون محاليل المركبات العضوية -وخاصةً الكحول- في الماء فعالة. كانت الكحول -الإيثانول، الميثانول، إيثيلين غليكول، ...إلخ- أساس كل موانع التجمد كونها أصبحت متداولة تجاريًّا في عشرينيات القرن العشرين.

## الاستخدامات وأماكن الاستخدام

### الاستخدام في السيارات ومحركات الاحتراق الداخلي محمود مر من هنا
كانت معظم محركات السيارات مبردة «بالماء» لإزالة الحرارة الضائعة، رغم أن ما يسمى «الماء» كان في الحقيقة عبارة عن خليط من مانع التجمد والماء وليس ماءً مقطرًا. يستخدم مصطلح مبرد محرك بشكل واسع في مجال السيارات، ما يغطي وظيفته الرئيسية المتمثلة في نقل الحرارة بالحمل لمحركات الاحتراق الداخلي. عند استخدامه في سياق السيارات، تضاف مانعات التآكل لتساعد في حماية مشعات المركبات، والتي غالبًا ما تحتوي على أنواع من المعادن غير المتوافقة كهروكيميائيًّا (الألمنيوم، حديد الصب، النحاس، النحاس الأصفر، القصدير، ...إلخ). يضاف أيضًا مشحم غطاء مضخة الماء.

### يُستخدم كطور مانع للتجمد ليتغلب على مساوئ الماء كمائع ناقل للحرارة.
من جهة أخرى، إذا أصبح مبرد المحرك ساخنًا جدًّا، فإنه يمكن أن يغلي أثناء وجوده داخل المحرك، ما يسبب تشكل فراغات (جيوب من البخار)، تؤدي إلى نقاط ساخنة موضعية وإلى انهيار المحرك بشكل كارثي. إذا استُخدم الماء المقطر كمبرد للمحرك، سيؤدي إلى التآكل الغلفاني. للتغلب على نقاط ضعف الماء يستخدم مبرد محرك مناسب ونظام تبريد مضغوط. بوجود مانع تجمد مناسب، يمكن السماح بمجال واسع لدرجات الحرارة لمبرد المحرك، مثلًا -34 درجة فهرنهايت (-37 درجة مئوية) حتى +265 درجة فهرنهايت (129 درجة مئوية) عند استخدام محلول مكون من 50% (من الحجم) بروبيلين غليكول محلول في الماء ونظام جريان للمبرد بضغط 15 باوند للإنش المربع.
كان مانع التجمد المستخدم في البداية هو الميثانول (كحول الميثيل). طُور مركب إيثيلين غليكول لأن درجة غليانه الأعلى أنسب لأنظمة التسخين.

### استخدامات صناعية أخرى
أكثر المحاليل مانعة التجمد ذات الأساس المائي استخدامًا في تبريد الأجهزة الإلكترونية هي خلائط من الماء وإما إيثيلين غليكول أو بروبيلين غليكول. لاستخدام إيثيلين غليكول تاريخ أطول، وخاصةً في مجال السيارات. ولكن محاليل إيثيلين غليكول المصنوعة لمجال السيارات تمتلك عادةً مانعات صدأ ذات أساس سيليكاتي يمكن أن تغلف سطوح المبادل الحرارية و/ أو تسد أنابيبه. يصنف إيثيلين غليكول مركبًا كيميائيًّا سامًّا يتطلب العناية عند التعامل معه والتخلص منه.
لإيثيلين غليكول خصائص حرارية مرغوبة، من بينها ارتفاع نقطة غليانه، وانخفاض نقطة تجمده، واستقراره على مجال واسع من درجات الحرارة، وارتفاع سعته الحرارية وموصليته الحرارية. يمتلك أيضًا لزوجة منخفضة، وبالتالي تنخفض متطلبات ضخه. مع أن الخصائص الفيزيائية لإيثيلين غليكول مرغوبة أكثر من نظيرتها في بروبيلين غليكول، إلا أن الأخير يستخدم في التطبيقات التي يشكل مدى السمية فيها مصدر قلق. يعتبر بروبيلين غليكول بشكل عام آمنًا للاستخدام في الطعام أو تطبيقات معالجة الطعام، ويمكن أيضًا استخدامه في المساحات المغلقة.
تستخدم خلائط مشابهة بشكل شائع في التدفئة والتهوية وتكييف الهواء وفي أنظمة التبريد أو التسخين الصناعي كوسط مرتفع السعة ناقل للحرارة. للعديد من المركبات موانع تآكل، ويفترض أن تُجدد هذه المركبات الكيميائية (بشكل يدوي أو مؤتمت) لمنع الأنابيب والمعدات غالية الثمن من التآكل.